# 尼克·凯泽
尼古拉斯“尼克”·凯泽，FRS（英語：Nicholas "Nick" Kaiser，1954年9月15日—2023年6月13日），英国宇宙学家。

## 个人生活
1978年，凯泽在利兹大学获得了物理学学士学位，一年后通过了剑桥大学数学Part III考核。他在剑桥大学获得了天文学博士学位，导师是马丁·里斯。
凯泽在加州大学伯克利分校，加州大学圣塔芭芭拉分校，苏塞克斯大学和剑桥大学从事了博士后研究，之后担任了多伦多大学的 CITA 教授（1988-1997年）。1998年，他成为夏威夷大学天文研究所的教授。
2008年，凯泽当选为皇家学会会士。

## 工作
凯泽对宇宙学做出了大量的贡献： 
- 他首次计算了宇宙微波背景的偏振 (Kaiser 1983)；[5]
- 解释了星系团相对于物质密度场的高的偏置 (Kaiser 1984)；
- 对原初宇宙密度峰的统计性质进行了详细的计算 (Bardeen, Kaiser, Silk & Szalay 1986)；
- 引入了红移空间畸变的数学表达式 (Kaiser 1987)；[6]
- 使用漫游集理论计算了宇宙的晕质量函数 (Bond, Cole, Efstathiou & Kaiser 1991)；
- 第一次解释了星系团的标度关系与简单的自相似模型的偏离 (Kaiser 1991)；
- 第一次进行了弱引力透镜剪切图的反演 (Kaiser & Squires 1993)。[7]

凯泽撰写了详细介绍宇宙距离测量的文章。他也是PanSTARRS成像巡天的发起者和主要研究者。

## 奖项和荣誉
凯泽赢得的奖项和荣誉包括：
- 加拿大高等研究所（英语：Canadian Institute for Advanced Research）Ontario Fellow 宇宙学项目 (1988)[9]
- 美国天文学会海伦·B·华纳天文学奖 (1989)[4]
- NSERC（英语：Natural Sciences and Engineering Research Council） Steacie Fellowship (1991–92)[9]
- 加拿大物理学家联盟（英语：Canadian Association of Physicists）赫茨伯格奖章（英语：Herzberg Medal） (1993)[4]
- 加拿大皇家学会卢瑟福纪念奖章（英语：Rutherford Memorial Medal） (1997)[4]
- 夏威夷大学Regents Medal for Excellence in Research (2014)[9]
- 英国皇家天文学会金质奖章 (2017)[10]